# Alda Garrido
Alda Palm Garrido (São Paulo, 19 de agosto de 1896 — Rio de Janeiro, 8 de dezembro de 1970) foi uma atriz brasileira, um dos grandes nomes do teatro de revista do país. Ela interpretou o papel-título na peça teatral de Pedro Bloch Dona Xepa e depois o repetiria no cinema, em adaptação de 1959.

## Biografia

Alda Garrido (1950).

Aos 19 anos forma com o marido, o ator Américo Garrido, a dupla Os Garridos, fazendo duetos até 1920, em São Paulo. Mudam-se para o Rio de Janeiro e organizam uma companhia para o Teatro América, estreando com Luar de Paquetá, de Freire Jr., 1924, que permanece seis meses em cartaz com sucesso. A dupla recebe convite para trabalhar com o empresário Pascoal Segreto, e na sua companhia atuam, entre outras, em Ilha dos Amores, Quem Paga É o Coronel, ambas de Freire Jr., Francesinha do Bataclan, de Gastão Tojeiro, todas em 1926.
A temporada projeta Alda Garrido, que é contratada pelo empresário de teatro de revista Manoel Pinto, pai de Walter Pinto, para atuar na Companhia Nacional de Revistas, no Teatro Recreio. O sucesso que a atriz obtém no gênero a faz manter desde então uma dupla atuação profissional - de um lado as comédias de costume que monta em sua própria companhia com produção do marido, de outro, os contratos com os empresários do teatro de revista. Mas aos poucos os espetáculos de sua companhia acabam se rendendo ao sucesso do teatro musicado, como em Brasil Pandeiro, 1941, com texto de seu autor favorito, Freire Jr., em parceria com Luiz Peixoto, uma dupla das mais requisitadas no gênero revisteiro.
Em 1939, o empresário Walter Pinto faz com que, no espetáculo Tem Marmelada, de Carlos Bittencourt e Cardoso de Meneses, Garrido e Aracy Cortes dividam o palco pela primeira e última vez, no Teatro Recreio. Entre as revistas de maior sucesso de sua carreira estão Maria Gasogênio - sátira à falta de gasolina nos anos da Segunda Guerra - e Da Favela ao Catete, de Freire Jr. e Joubert de Carvalho, 1935. A atriz cria um estilo próprio de interpretar e de transformar o texto por meio de improvisos que, segundo Pedro Bloch, são na verdade criações premeditadas e cuidadosamente estudadas.
Os anos 50 consagram Alda Garrido com Dona Xepa, de Pedro Bloch, 1953. A atriz se torna o símbolo da brasilidade, como mostra o seguinte trecho do jornalista Jota Efegê: "A feirante Dona Xepa, bem na fatura artística de Alda Garrido (o rústico, o matuto), enseja-lhe um desempenho espontâneo onde prevalece a sua intuição na composição da figura. Ultrapassando o script, Alda entra com sua preciosa colaboração e enxerta-lhe 'cacos' perspicazes".
E, apontando aquilo que lhe é próprio, revela o crítico Décio de Almeida Prado: "[...] nem atriz propriamente ela é. Atriz é alguém que se especializa em não ser nunca duas vezes a mesma pessoa. Alda Garrido não tem nada disso: os seus recursos de técnica teatral, de caracterização psicológica são dos mais precários. Em compensação, possui qualquer coisa de muito mais raro: uma personalidade genuinamente cômica. Quando representa, a graça não está nunca na personagem: está na intérprete, no que esta possui de inconfundível, de inimitável. O que admiramos não é a peça, mas a própria Alda Garrido, com o seu grão de irreverência e de loucura, que lhe permite comportar-se sempre de maneira menos convencional possível, e também com o seu grão de inesperado bom senso, que a faz sempre achar a resposta mais desconcertantemente terra a terra, mais prosaicamente adequada. Alda Garrido, muito mais que atriz, é uma grande excêntrica, a exemplo desses cômicos de cinema e de teatro musicado norte-americano - um Groucho Marx, um Danny Kaye".

## Fatos
- Estreia no palco em 1912, aos dezesseis anos de idade, no Teatro Rival, com a peça "Das Cinco Às Sete", de Joracy Camargo, ao lado do marido Américo Garrido, com a dupla Os Garridos.
- Em 1921 monta sua própria companhia e faz sucesso em todo o Brasil, chegando a ser escolhida como a Rainha das Atrizes, em 1928.
- Em 1940 faz sua estreia no cinema, no filme E o Circo Chegou, dirigido por Luiz de Barros.
- Em 1952, uma de suas peças lista no New York Times como um dos dez maiores sucessos do ano.
- Em 1953 atua naquela que seria sua mais famosa peça, "Dona Xepa", de Pedro Bloch, personagem que a imortalizaria, sendo encenada mais de 500 vezes e que mais tarde chegaria à televisão e ao cinema.
- Abandona a carreira em 1965 com a peça "Entre Louras e Morenas".
- Em 1970, prepara sua volta em "Maria Fofoca", mas morre antes da estreia, em 8 de Dezembro de 1970, no Rio de Janeiro, aos 74 anos de idade.

## Filmografia

### Filmes
| Ano  | Título           | Personagem             |
| ---- | ---------------- | ---------------------- |
| 1940 | E o Circo Chegou | Miloca                 |
| 1959 | Dona Xepa        | Dona Xepa/Dona Carlota |

### Televisão
| Ano  | Título             | Personagem | Notas                                 |
| ---- | ------------------ | ---------- | ------------------------------------- |
| 1952 | Grande Teatro Tupi | —          | Episódio: "Os Felipetos"              |
| 1952 | Grande Teatro Tupi | —          | Episódio: "Se o Guilherme Fosse Vivo" |